# Еггівіль
Еггівіль (нім. Eggiwil) — громада  в Швейцарії в кантоні Берн, адміністративний округ Емменталь.

## Географія
Громада розташована на відстані близько 28 км на схід від Берна.
Еггівіль має площу 60,3 км², з яких на 3,5% дозволяється будівництво (житлове та будівництво доріг), 53,7% використовуються в сільськогосподарських цілях, 41,2% зайнято лісами, 1,7% не є продуктивними (річки, льодовики або гори).

## Демографія
2019 року в громаді мешкало 2473 особи (+0,5% порівняно з 2010 роком), іноземців було 1,9%. Густота населення становила 41 осіб/км².
За віковим діапазоном населення розподілялося таким чином: 24% — особи молодші 20 років, 55,8% — особи у віці 20—64 років, 20,2% — особи у віці 65 років та старші. Було 988 помешкань (у середньому 2,5 особи в помешканні).
Із загальної кількості 1332 працюючих 547 було зайнятих в первинному секторі, 332 — в обробній промисловості, 453 — в галузі послуг.